# Sali (mitologia)
Sali, segons la mitologia romana, s'identifica amb un company d'Eneas. Tan aviat se'l fa nascut a Samotràcia com a Mantinea, a l'Arcàdia. De vegades el seu origen és a Itàlia, ja que es considerava que el seu pare era Catet, un guerrer que es casà amb Sàlia, la filla del rei etrusc. Van tenir dos fills, Sali i Latinus.
Se li atribueix la dansa guerrera que ballaven els membres del col·legi sacerdotal romà dels salii, sacerdots de Mart, que cada any realitzaven unes danses sagrades a Roma en el curs d'una professó ritual. El col·legi va ser instituït per Numa Pompili en honor del déu.